# Kim Kardashian
Kimberly Noel Kardashian (Los Angeles, 21 oktober 1980) is een Amerikaanse televisiepersoonlijkheid. Van 2007 tot 2022 nam zij deel aan de realityserie Keeping Up with the Kardashians, waarin haar dagelijks leven en dat van haar directe familie werd gevolgd, de spil van het commerciële imperium van de familie Kardashian. Sinds 2022 wordt de familie gevolgd in een spin-off getiteld The Kardashians.

## Achtergrond
Kim Kardashian is de dochter van Robert Kardashian (1944-2003), een advocaat van Armeense afkomst, en Kris Jenner. Ze heeft een oudere zus, Kourtney, een jongere zus Khloé en een jongere broer Rob Kardashian. 
Na de echtscheiding in 1991 hertrouwde hun moeder dat jaar met Bruce Jenner. Door dat huwelijk kreeg Kim drie stiefbroers (onder wie Brody), een stiefzus en twee halfzusjes (Kendall en Kylie) erbij. Ze werd voor het eerst bekend door haar vriendschap met socialite Paris Hilton.

## Levensloop
In navolging van haar (toenmalige) vriendin, de societyster Paris Hilton, is Kardashian bekender geworden door de grote media-aandacht voor een in 2006 'uitgelekte' pornofilm. Er is veel publieke belangstelling voor haar gewelfde billen, een lichaamskenmerk dat ze veelvuldig publicitair benut. Een half jaar na het 'uitlekken' van de video, waarop ze te zien is met de zanger Ray J, werd de eerste aflevering van Keeping Up with the Kardashians uitgezonden op E!, een Amerikaans televisiekanaal dat zich richt op tieners en vrouwen. De serie toont het glamoureuze leven van de gelieerde gezinnen Kardashian en Jenner. Kim was ook te zien in de spin-off-series Kourtney and Kim Take Miami (2009-2013), Kourtney and Kim Take New York (2011-2012), en Kourtney and Khloé Take The Hamptons (2014).
Kardashian is de middelste van de drie zussen en ze is tevens de beroemdste van de drie. Ze is een zakenvrouw die erin geslaagd is haar beroemdheid om te zetten in klinkende munt: haar naam is een succesvol merk dat wordt ingezet voor modeactiviteiten, media-optredens, cosmeticalijnen, boekproducties, televisie-spin-offs, enzovoort. Ze erkent zelf dat ze geen opmerkelijk talent voor zingen of acteren heeft; ze is goed in marketing en zelfpromotie.

### DASH
In 2006 openden de drie zussen (Kim, Kourtney, en Khloé) een boetiek op voor kleding en accessoires in Calabasas, Californië. Uiteindelijk groeide dit uit tot een boetiekketen, met winkels in Miami Beach, New York, en een tijdelijke pop-up in Southampton. In april 2018 werd bekendgemaakt dat alle winkels, na 11 jaar, werden gesloten.

### Kim Kardashian: Hollywood
In juni 2014 bracht Kim Kardashian haar eerste app uit in de vorm van een videospel. De bedoeling van het spel, geschikt voor zowel iOS als Android, is een beroemdheid worden in Hollywood. Spelers kunnen dit doel bereiken door verschillende opdrachten uit te voeren, waarmee geld en ervaring verkregen kunnen worden. Het spel is gratis te downloaden, maar bepaalde uitbreidingen moeten worden gekocht. Met het spel haalde Kardashian binnen vijf dagen na verschijnen 1,6 miljoen dollar binnen, waarmee het qua hoogste opbrengst ooit op de vijfde plek in de Apple App Store terechtkwam.

### Sociale media
Door haar veelvuldige aanwezigheid op sociale media zoals Twitter en Instagram wordt Kardashian wel bestempeld als de koningin van de sociale media. Haar huwelijksfoto was de populairste foto op Instagram van 2014.
Op voorspraak van Kardashian verleende president Donald Trump in juni 2018 gratie aan een vrouw die 20 jaar eerder tot levenslang was veroordeeld omdat ze voor drugsdealers grote hoeveelheden cocaïne bij klanten had bezorgd. Het was haar eerste delict. Kardashian had op social media een video over haar gezien en besloot vervolgens haar advocaatkosten te betalen.

### KKW en Skims
In 2017 richtte Kim haar eigen bedrijf op, resulterend in onder andere een cosmeticalijn KKW Beauty en een parfumlijn KKW Fragrance. In 2018 werd dit aangevuld met een shapewearcollectie, genaamd "Kimono". Uiteindelijk leverde deze naam zoveel kritiek op in de media, met bijvoorbeeld de hashtag #KimOhNo die viraal ging op Twitter, wat resulteerde in naamsverandering naar SKIMS. Ondanks alle kritiek is SKIMS een succesvol onderdeel van Kims portfolio.
In juni 2021 maakte Kardashian bekend dat SKIMS kledingstukken zou leveren voor het Amerikaanse team op zowel de Olympische- als de Paralympische Zomerspelen van 2020 in Tokio. En in april 2022 werden de supermodellen Heidi Klum, Tyra Banks, Alessandra Ambrosio, en Candice Swanepoel het gezicht van SKIMS' nieuwe campagne.

### Privéleven

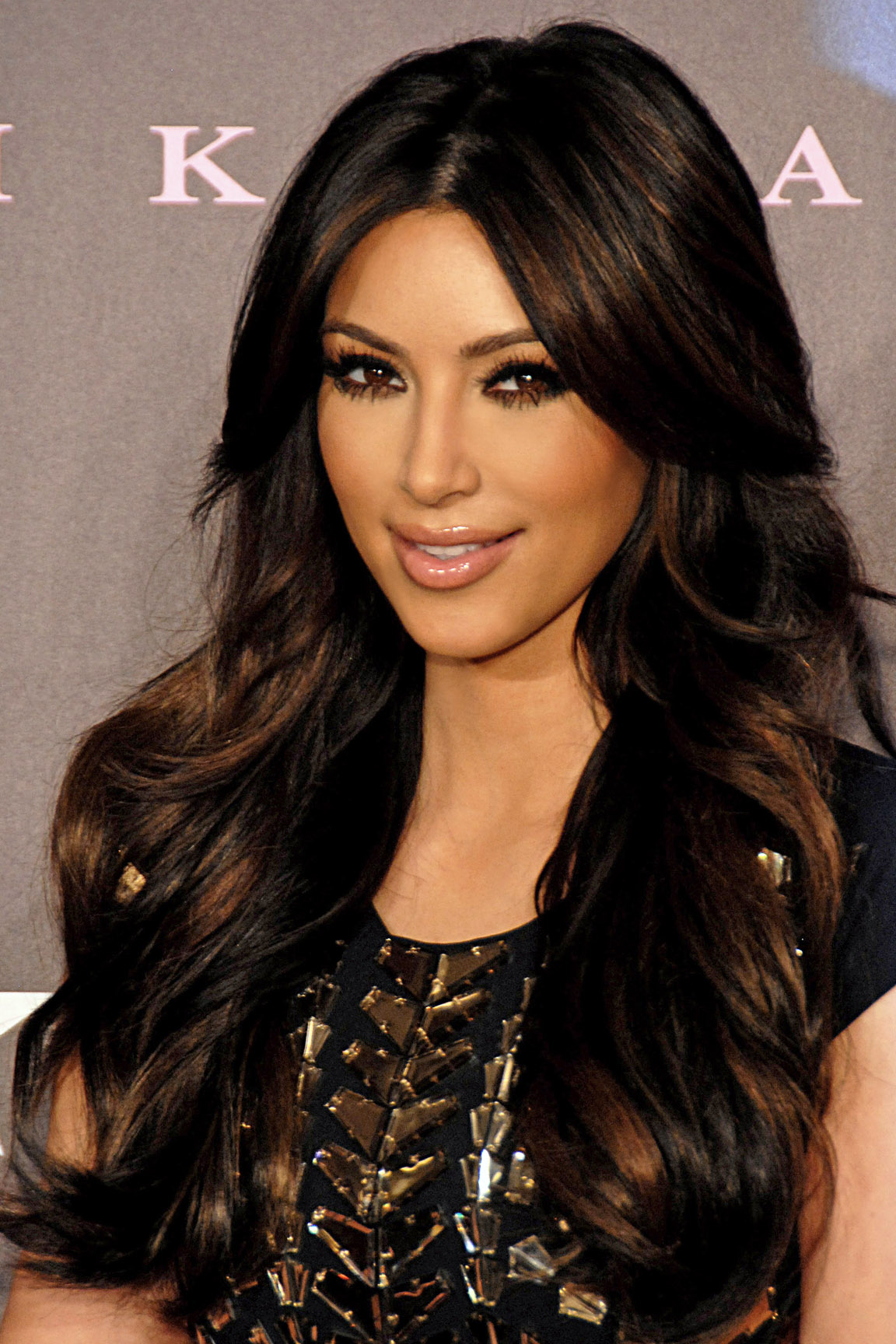
Kim Kardashian in 2011

Kardashian was van 2000 tot 2004 getrouwd met een muziekproducent en van 2011 tot 2013 met NBA-speler Kris Humphries. Ze had van 2007 tot 2010 een knipperlichtrelatie met Americanfootballspeler Reggie Bush. In april 2012 kreeg ze een relatie met rapper Kanye West, met wie ze in mei 2014 trouwde. Het stel heeft vier kinderen. In februari 2021 vroeg Kim de echtscheiding aan.
In de nacht van 2 op 3 oktober 2016 werd Kardashian slachtoffer van een gewapende overval toen vijf mannen, gekleed als politieagenten, haar hotelkamer in Parijs binnenvielen en juwelen met een gezamenlijke waarde van ruim 10 miljoen euro meenamen.

## Filmografie
- Biblioteca Nacional de España: XX4837086
- Bibliothèque nationale de France: cb16924625x (data)
- Gemeinsame Normdatei: 1074720504
- International Standard Name Identifier: 0000 0000 7182 231X
- Library of Congress Control Number: n2010058478
- Nationale Bibliotheek van Letland: 000347242
- MusicBrainz: b13c7b85-86bf-41d0-baa7-444f03ec0b38
- Nationale Bibliotheek van Polen: a0000003004264
- Système universitaire de documentation: 248739999
- Virtual International Authority File: 100935834
- WorldCat: E39PBJdGQKwp7ytW9gj9QDHjYP